# 수기
수기(守其, ? ~ ?)는 고려 후기의 승려이다. 수진(守眞)이라고도 불린다.

## 생애
고려 고종 때 활동했던 승려로 개태사 주지를 지냈다.
그는 국왕 고종의 명으로 고려대장경의 오류를 고쳤다.
그의 저서로는 고려국신조대장경교정별록, 대장경목록이 있다.

## 같이 보기
- 고려대장경

## 수기가 등장한 작품
- 《무신》(MBC, 2012년, 배우:오영수)